# Marcel Iureș
Marcel Iureș (AFI: [marˈt͡ʃel ˈjureʃ]) (Băilești, 2 agosto 1951) è un attore rumeno.

## Filmografia parziale
- Aurel Vlaicu (1977)
- Artista, dolarii si ardelenii (1978)
- Vis de ianuarie (1978)
- Castle in the Carpathians (1981)
- Morire ferito dalla voglia di vivere (Să mori rănit din dragoste de viață) (1983)
- Sezonul pescărușilor (1985)
- Domnișoara Aurica (1985)
- Vacanța cea mare (1988)
- Coloro che pagano con la propria vita (Cei care plătesc cu viață) (1989)
- Un bulgare de huma (1989)
- La bilancia (Balanța) (1992)
- Un'estate indimenticabile (An Unforgettable Summer), regia di Lucian Pintilie (1994)
- Intervista col vampiro (Interview with the Vampire), regia di Neil Jordan (1994)
- Somnul insulei, regia di Mircea Veroiu (1994)
- Mission: Impossible, regia di Brian De Palma (1996)
- The Peacemaker, regia di Mimi Leder (1997)
- Faimosul paparazzo, regia di Nicolae Mărgineanu (1999)
- The Elite, regia di Terry Cunningham (2001)
- I Hope... - cortometraggio (2001)
- Amen., regia di Costa-Gavras (2002)
- Sotto corte marziale (Hart's War), regia di Gregory Hoblit (2002)
- Dracula the Impaler, regia di Adrian Popovici (2002) - voce
- 3 păzește (2003)
- Cambridge Spies, regia di Tim Fywell - miniserie TV (2003)
- The Tulse Luper Suitcases, Part 2: Vaux to the Sea, regia di Peter Greenaway (2004)
- The Pusher (Layer Cake), regia di Matthew Vaughn (2004)
- Il nascondiglio del diavolo - The Cave (The Cave), regia di Bruce Hunt (2005)
- Goal!, regia di Danny Cannon (2005)
- Isolation - La fattoria del terrore (Isolation), regia di Billy O'Brien (2005)
- Pirati dei Caraibi - Ai confini del mondo (Pirates of the Caribbean: At World's End), regia di Gore Verbinski (2007)
- Un'altra giovinezza (Youth Without Youth), regia di Francis Ford Coppola (2007)
- The Code, regia di Mimi Leder (2009)
- Hotel Transylvania 2, regia di Dženndi Tartakovskij (2015)

## Doppiatori italiani
Nelle versioni in italiano delle opere in cui ha recitato, Marcel Iureș è stato doppiato da:
- Gino La Monica in Goal!, The Code, Strike Back
- Adalberto Maria Merli in The Peacemaker, Sotto corte marziale
- Gianni Giuliano in Amen., Elite - Squadra d'assalto
- Roberto Draghetti ne Il nascondiglio del diavolo - The Cave
- Saverio Indrio in Isolation - La fattoria del terrore
- Dario Oppido in Pirati dei Caraibi - Ai confini del mondo
- Paolo Marchese in Un'altra giovinezza